# 宗喀拉则

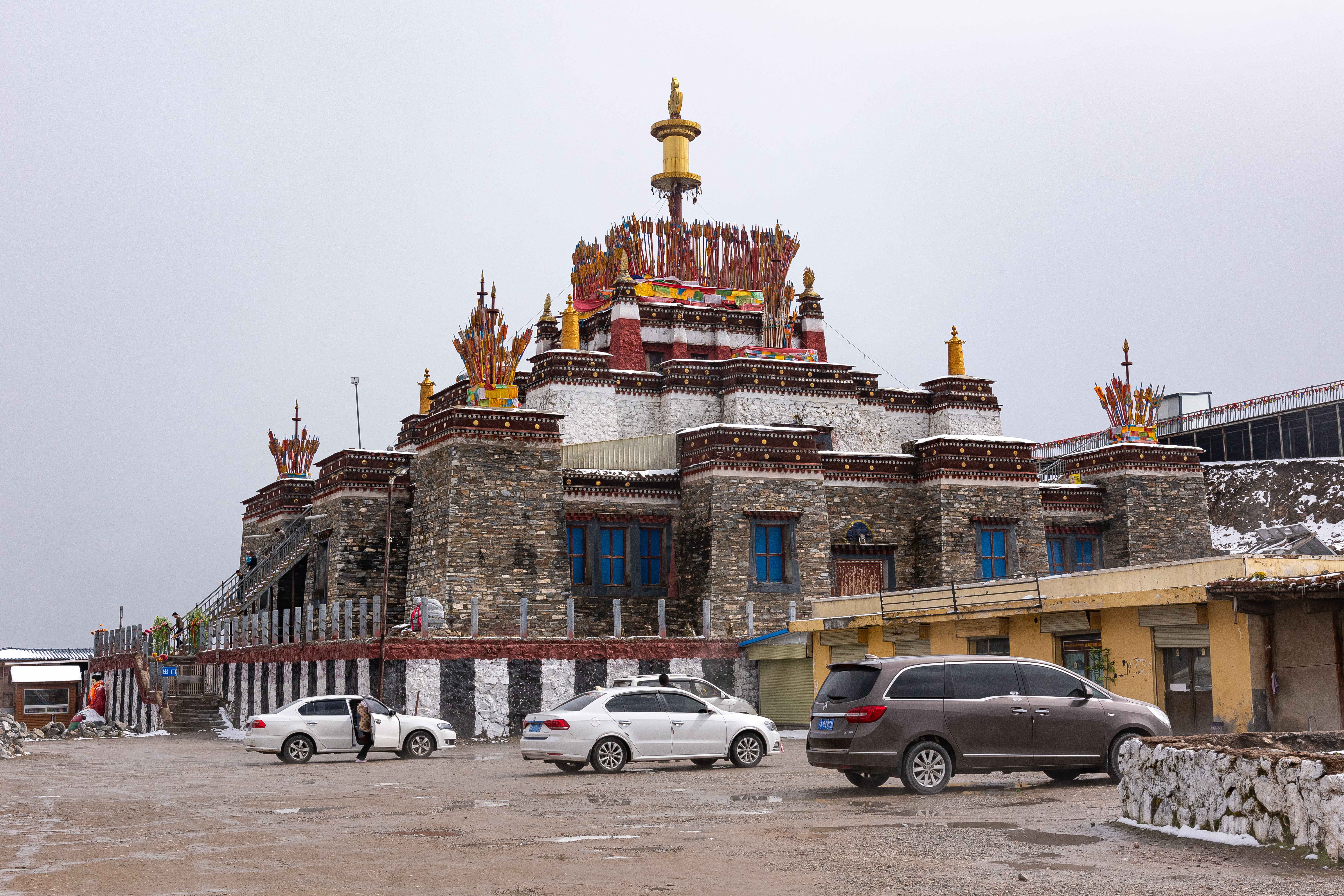
宗喀拉则

宗喀拉则（藏語：རྫོང་ཁ་ ལབ་རྩེ་，威利转写：rdzong kha lab rtse）位于中国青海省贵德县拉脊山垭口，黄土高原和青藏高原分界线之上，被称为“青藏第一关”，总面积6600平方米，其中建筑面积1700平方米，是得到吉尼斯世界纪录官方认证的中国最大的“拉则”建筑群。于2014年11月建成。

## 词源
宗喀拉则因位于青海省拉脊山垭口宗喀山脉西北处而得名。

## 地理

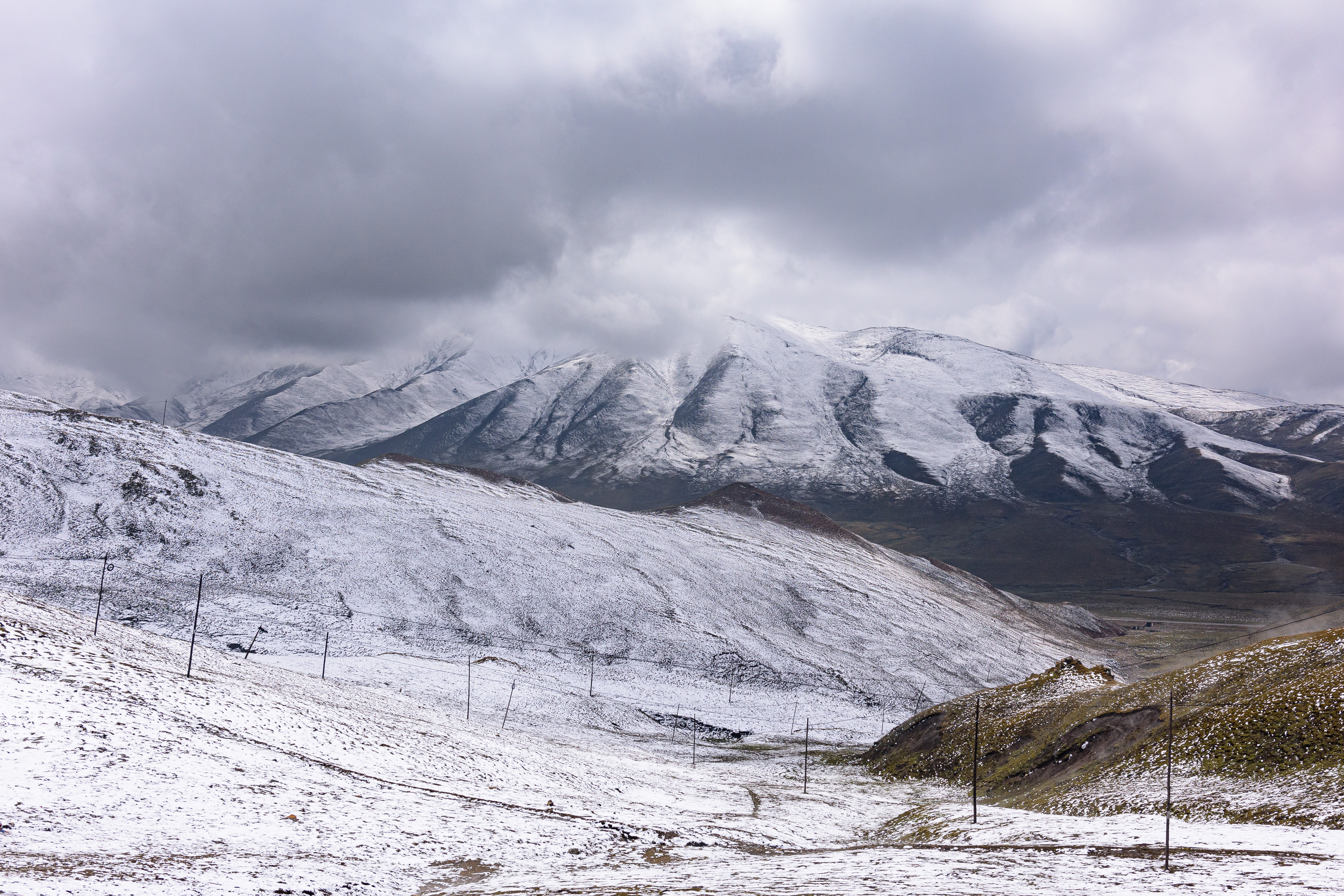
拉脊山

宗喀拉则海拔3820米，位于青海重要的牧区草场拉脊山之上。总面积6600平方米，其中建筑面积1700平方米。

## 文化
在藏区人们认为那些对部族有功勋的先祖之灵寄住在山水树木中并保护着子孙后代，“拉则”是在青海省世代居住的民族，以藏族为主包括蒙古族、土族及汉族等各民族人们供奉、祭祀这些世俗神灵的而修建的城堡和宫殿。拉则内部供奉着诸多神灵，有主尊玛沁雪山及创世间九尊神、二郎神、文昌爷，还有藏、蒙、土等民族的山神水神。